# Courmas
Courmas ist eine französische Gemeinde mit 225 Einwohnern (Stand: 1. Januar 2022) im Département Marne in der Region Grand Est (vor 2016 Champagne-Ardenne). Sie gehört zum Arrondissement Reims und zum Kanton Fismes-Montagne de Reims. Die Einwohner werden Courmassiens genannt.

## Geographie
Courmas liegt etwa zwölf Kilometer südwestlich von Reims.
Nachbargemeinden von Courmas sind Bouilly im Norden und Westen, Ville-Dommange im Nordosten, Sacy im Osten und Nordosten, Marfaux im Süden sowie Méry-Prémecy im Westen und Südwesten.

## Bevölkerungsentwicklung
| Jahr                       | 1962 | 1968 | 1975 | 1982 | 1990 | 1999 | 2006 | 2018 |
| Einwohner                  | 134  | 136  | 130  | 124  | 174  | 192  | 180  | 212  |
| Quellen: Cassini und INSEE |      |      |      |      |      |      |      |      |

## Sehenswürdigkeiten

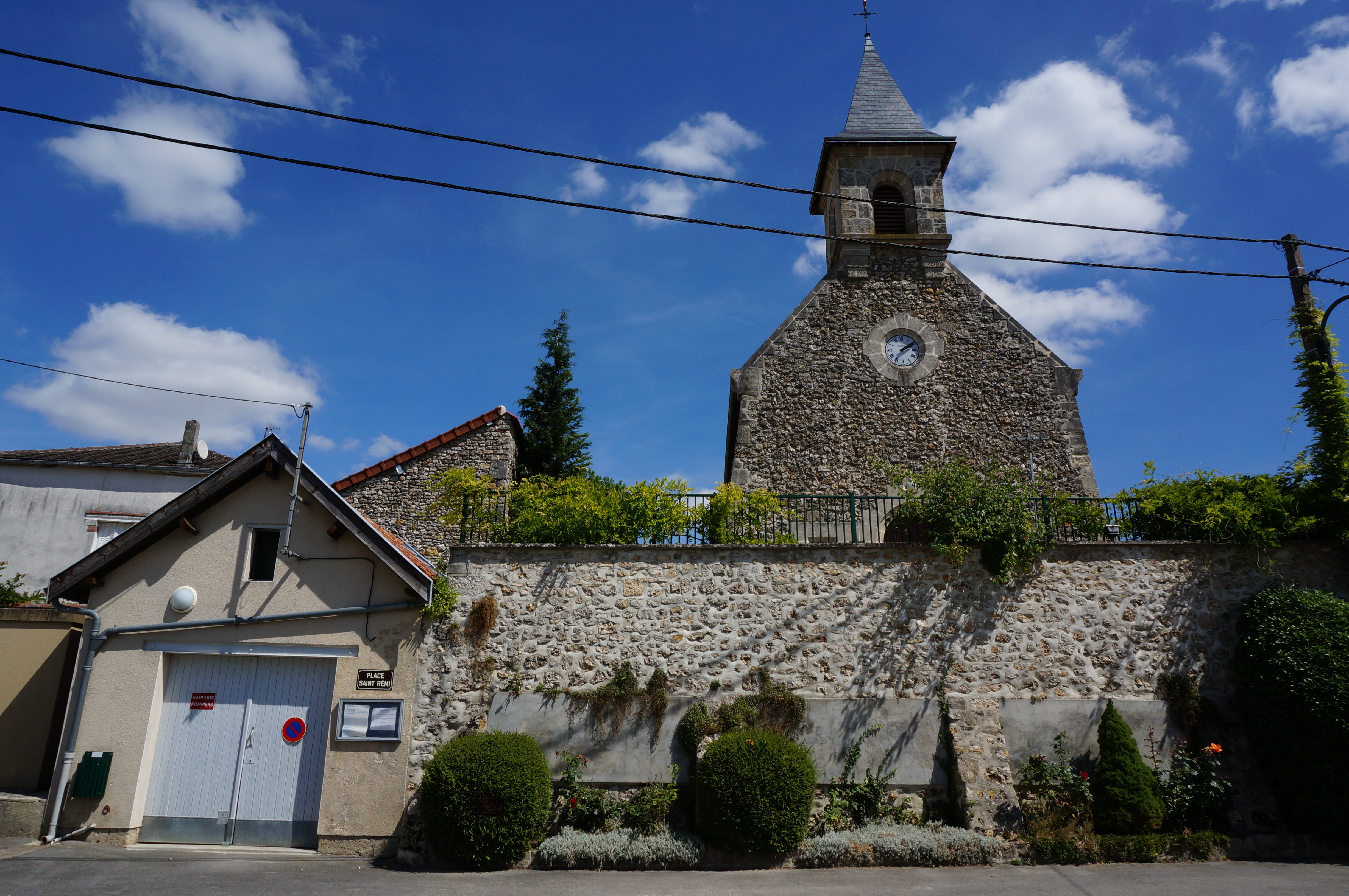
Kirche Saint-Remi

- Kirche Saint-Remi